# Ukimerioni

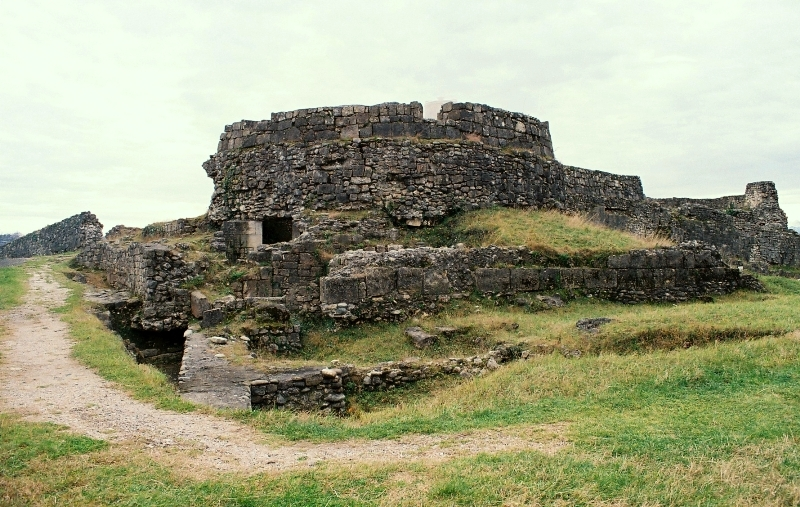
Die Ruinen einer Festung in Kutaisi, die vermutlich Ukimerioni ist

Ukimerioni (georgisch უქიმერიონი) war eine historische Festung in Westgeorgien, eine wichtige Verteidigungsstruktur des Königreichs Egrisi. In den Quellen wird es erstmals im VI. Jahrhundert erwähnt. Es wird vermutet, dass es sich entlang der Zcheniszqali-Schlucht an der Straße befand, die Muchurissi-Region mit Letschchumi und Swanetien verband. Es wird vermutet, dass die Ruinen der Festung am rechten Ufer des Flusses Zcheniszqali dem Ukimerioni gehören. Nach anderen Meinungen ist Ukimerioni eine alte Festung auf dem Hügel in Kutaisi. Ukimerioni gewann während des Iran-Byzantinischen Krieges im VI. Jahrhundert besondere Bedeutung; Nach Angaben des byzantinischen Historikers Prokopios von Cäsarea hatte der Besitzer der Festungen von Ukimerioni und Kutaisi eine feste Kontrolle über den östlichen Teil von Egrisi, Letschchumi und Swanetien.